# Igreja Paroquial de Santa Eulália de Balasar

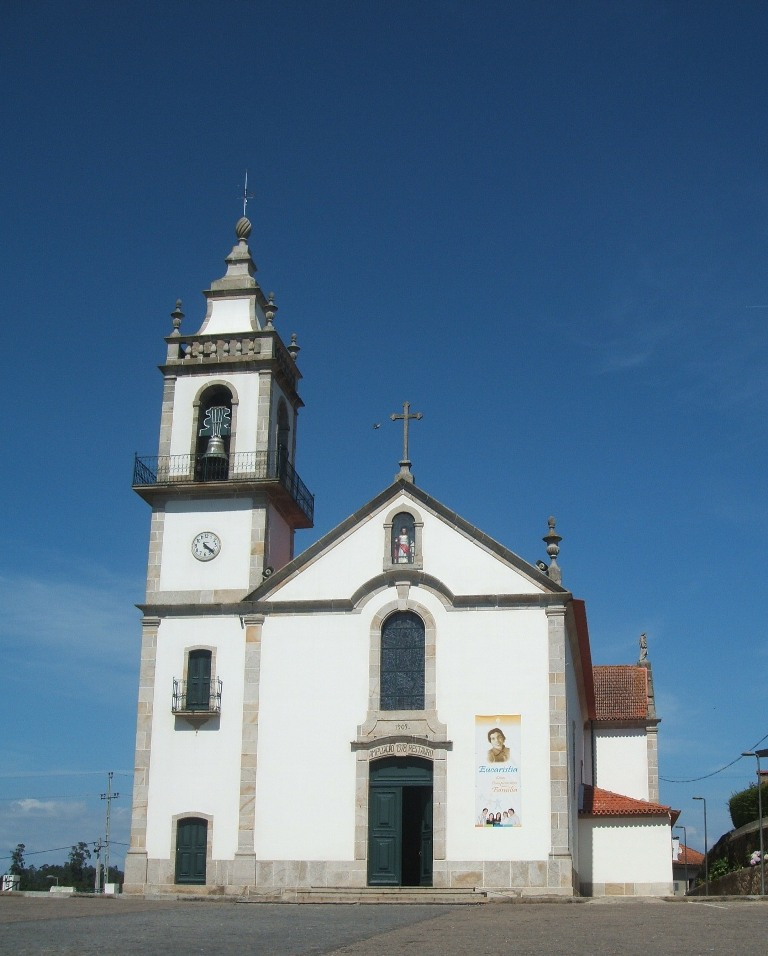
Exterior de la iglesia de Balasar.

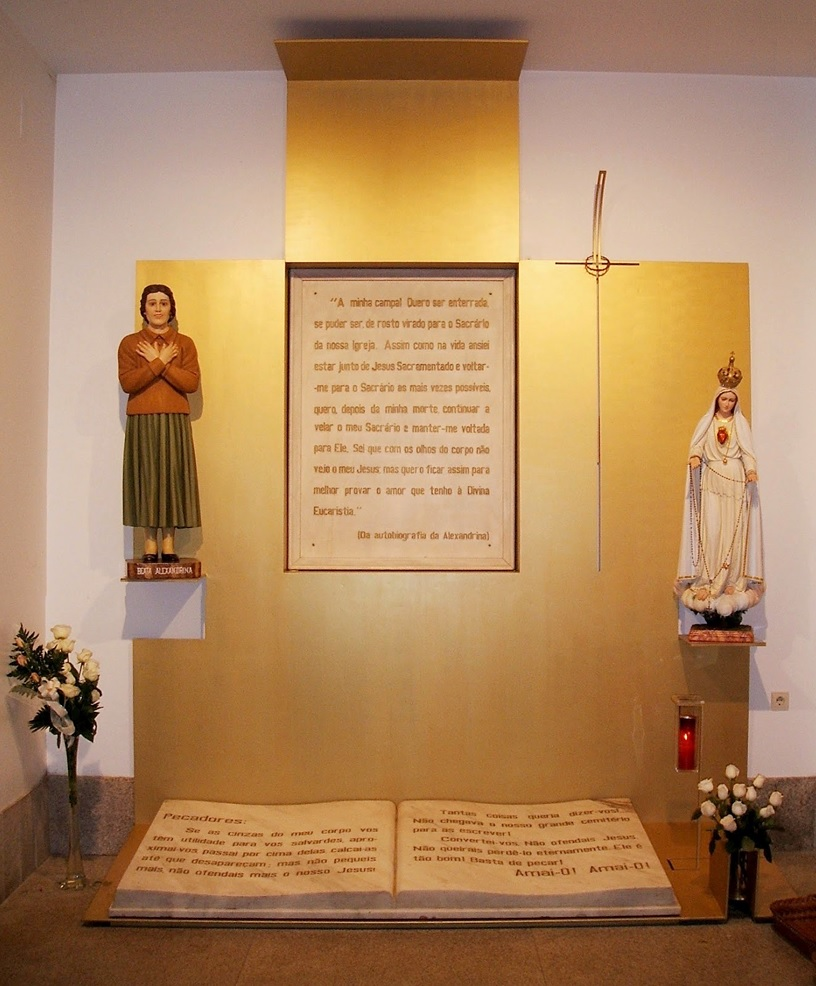
Tumba de la Beata Alexandrina Maria da Costa en su interior

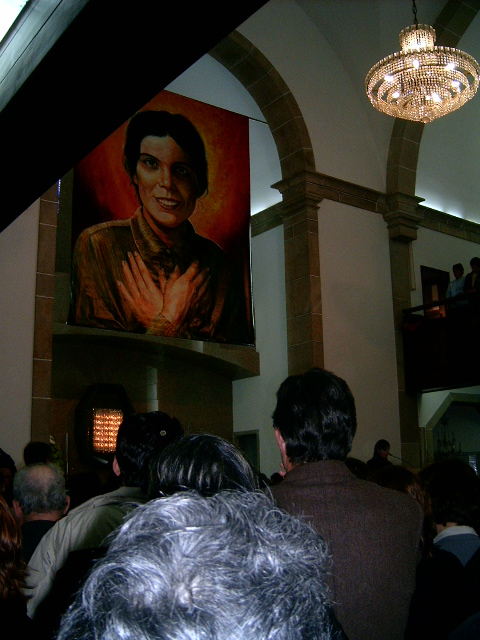
Retrato de Alexandrina Maria da Costa, en la iglesia de Balasar.

La Iglesia parroquial de Santa Eulalia (en portugués: Igreja Paroquial de Santa Eulália) es un templo religioso y sede parroquial de culto católico bajo la advocación de Santa Eulalia en la freguesia de Balasar, en el municipio de Póvoa de Varzim, en Portugal.
La construcción de la iglesia se terminó en 1907; la anterior, que databa del siglo XV, de cuando a Santa Eulália se anexó Gresufes, se situaba donde se encuentra actualmente el cementerio de la localidad.

## Historia y descripción
Se hizo famosa por albergar del cuerpo de la beata Alexandrina Maria da Costa.
En 1978, la iglesia sufrió una gran ampliación y restauración, sobre todo a nivel de la capilla mayor, que fue radicalmente modificada.
Al lado izquierdo del altar mayor, están actualmente inhumados los restos mortales de la Beata Alexandrina.